# Wudd
Wudd var en svensk adelsätt.
Släkten uppges i Anreps ättartavlor vara bördig från Skottland där den skulle ha tillhört adeln. En medlem ur denna släkt, Richard Wudd, var rådman i Torshälla där han avled 1646. Hans son Paul Wudd till Strand och Stora Sundby blev kunglig hovstallmästare och adlades 1646 i Sverige samt introducerades på nummer 356. Paul Wudd var gift två gånger. Första hustrun Anna Margareta Bonnat var dotter till en hovstallmästare och med henne kom Stora Sundby till ätten Wudd. Andra hustrun var Margareta Wijnbladh vars mor Catharina Laurelia var ättling till Petrus Kenicius och Bureätten. Döttrar i första äktenskapet gifte sig Gärffelt, Duhre och Svinhufvud af Qvalstad. Döttrar i andra äktenskapet gifte sig Bure, Morgonstjerna, Ragge, Planting-Gyllenbåga, med majoren Sixtus och prosten Johan Jung. Sönerna var samtliga verksamma inom armén, men samtliga ogifta. Ätten slöts på svärdssidan med Paul Wudds yngste son Johan Wilhelm Wudd år 1706.
Släkten har ett berömt gravvalv, Wuddska gravvalvet.